# Las guerrilleras
Las guerrilleras (Les Guérillères) es una novela escrita por Monique Wittig en 1969.

## Sinopsis
Las guerrilleras trata sobre una guerra de sexos, donde las mujeres "participan en batallas sangrientas y victoriosas utilizando cuchillos, ametralladoras y lanzacohetes". Por su parte, los hombres simpatizantes se unen a ellas en su combate.

## Importancia literaria y crítica
Una primera apreciación de la traducción al inglés (por David Le Vay) vino de la periodista británica Sally Beauman, que escribió en The New York Times Book Review: "es la primera novela (o himno, porque este libro se acerca a la epopeya ) sobre la liberación de la mujer ".Sin embargo, otro crítico, Roger Sale, también en The New York Review of Books opinó: "El libro en sí resulta ser, lamentable, extraña, a veces, casi enloquecedoramente aburrido".
La novela, dicen algunos, se basa en un concepto de superioridad de la mujer.Críticas feministas como Toril Moi y Nina Auerbach leyeron Las guerrilleras como una estructura cerrada, en la que las mujeres ganan la guerra e instituyen un nuevo equilibrio en el que ellas gobiernan sobre los hombres'". Moi describió la novela como una "representación de... la vida en una sociedad amazónica involucrada en una guerra contra los hombres... finalmente ganada por las mujeres. La paz es celebrada por ellas y los jóvenes que han sido ganados para su causa". Según Nina Auerbach, la novela "es el relato del entrenamiento y el triunfo de un ejército femenino.
La poliandria, descrita en la novela, es interpretada por Laurence M. Porter como parte de la "autonomía feminista militante".
Comienza el relato describiendo la paz que se vive tras el fin de la guerra total declarada contra el sistema patriarcal, que se explica al final del libro. El lenguaje es diferente al que se utiliza en un mundo que no es post-patriarcal: es un desafío lingüístico lanzado contra las categorías establecidas para las identidades ya que crea nuevas categorías y nuevos lenguajes capaces de expresar distintos modos de ser de los cuerpos, que no tienen cabida en el lenguaje inscrito dentro del marco del contrato social heterosexual. Para Wittig, es fundamental revolucionar los pronombres personales porque en ellos se inscribe el género. La lesbiana será la figura que, desde el exterior del marco heterosexual, puede subvertir las categorías heteronormativas del contrato social y trascender las categorías culturales de sexo.

## Legado
La novela inspiró la obra cinematográfica Song, Strategy, Sign (2016) de Beatriz Santiago Muñoz.